# Чож
Чож — река в России, протекает в Ачхой-Мартановском районе Чеченской Республики. Устье реки находится у бывшего села Чожи-Чу в 20 км по левому берегу реки Нетхой. Длина реки составляет 15 км, площадь водосборного бассейна — 47,7 км².

## Данные водного реестра
По данным государственного водного реестра России относится к Западно-Каспийскому бассейновому округу, водохозяйственный участок реки — Сунжа от истока до города Грозный. Речной бассейн реки — Реки бассейна Каспийского моря междуречья Терека и Волги.
Код объекта в государственном водном реестре — 07020001112108200005611.